# 我們扭曲的英雄
《我們扭曲的英雄》（韓語：우리들의 일그러진 영웅，又譯《扭曲了的英雄》、《我們醜陋的英雄》），為南韓作家李文烈的小說作品。該故事首先於《世界文學》（韓語：세계의 문학）刊載，大受好評，更被改編為同名電影。

## 電影版

### 劇情
故事發生在20世纪60年代初，男主人公韓秉泰跟隨仕途失敗的父親從漢城轉學到鄉下。
到了新學校，韓秉泰發現全部同學都屈從於班長嚴錫大的統治之下，他們不僅僅要作弊幫助他答題，還要把自己從家裡帶來的中午飯交給他處理。韓秉泰本來懷著漢城小孩的優越感，以為自己一定可以成為班上同學的領袖，他根本就不聽命於嚴錫大。
可是，很快他就發現自己根本不是嚴錫大的對手，因為嚴錫大不僅受到全班同學的擁戴，他還是老師心目中最正直，最優秀的典範，老師也賦予嚴錫大更多管理班級的權力。嚴錫大利用檢查清潔衛生的機會，好好的懲罰了一次韓秉泰，不管有多麼的認真，他擦的玻璃始終不能獲得通過。韓秉泰驕傲的心理防線崩潰了。他也開始象別的同學那樣利用各種機會討好嚴錫大。嚴錫大在確認已經將韓秉泰收拾得服服帖帖以後，向全班同學宣布韓秉泰為班級的第二號人物。韓秉泰開始成為班級裡欺負弱者的主力。
嚴錫大的專制統治在一位充滿民主思想的金老師到來後，徹底瓦解了。金老師發現嚴錫大的所有試卷都是由他人代答。金老師毫不猶豫地懲罰了他，學生們也開始一個一個地揭發嚴錫大的罪狀。嚴錫大之所以能在班級裡建立起來自己的權威，是因為那些完全服從於權威的同學造成的。
噩夢般的學生時代終於過去，韓秉泰也為自己的軟弱付出了代價。可是當韓秉泰聽說失蹤多年的嚴錫大也要來參加小學時期的老師的葬禮時，他感覺到一陣莫明的恐慌。很顯然，雖然他已經長大成人，可是他還無法完全從嚴錫大的陰影中走出來。

### 演員
- 洪景仁 飾 嚴錫大
- 高正一（朝鲜语：고정일） 飾 韓秉泰
- 崔岷植 飾 金老師
- 李真善 飾 呂老師
- 太民永（朝鲜语：태민영） 飾 韓秉泰（成年）
- 申　久 飾 崔老師

### 獎項
| 入圍 - 第31屆大鐘獎（1993年） - 「最佳電影獎」 - 「最佳導演獎」：朴鐘元 - 「最佳男配角獎」：崔岷植 - 「最佳女配角獎」：李真善 - 「最佳改編劇本獎」：張賢洙、朴鐘元 - 「最佳攝影獎」：鄭光石 - 「最佳企劃獎」：都東換 - 「新人技術獎」：柳大鉉 - 「最佳錄音獎」：姜大成 - 第13屆青龍電影獎（1992年） - 「最佳男配角獎」：崔岷植 | 獲獎 - 第31屆大鐘獎（1993年） - 「最佳剪接獎」：李敬子 - 「最佳燈光獎」：趙吉洙 - 「審查委員特別獎」 - 第13屆青龍電影獎（1992年） - 「最佳電影獎」 - 「最佳導演獎」：朴鐘元 - 「特別獎」：洪景仁、高正一、張鎮江、文 赫 - 第3屆春史電影獎（1992年） - 「最佳電影獎」 - 「童星優秀演技獎」：洪景仁、高正一 - 「最佳改編劇本獎」：張賢洙、朴鐘元 - 「最佳剪接獎」：李敬子 - 「技術獎」：金勝浩（沖洗） - 第29屆百想藝術大獎－電影部門（1993年） - 「大獎」 - 「作品獎」 - 「最佳導演獎」：朴鐘元 - 「特別獎」：洪景仁 - 第38屆亞太影展（1993年） - 「最佳男配角獎」：崔岷植 - 第8屆佛立堡國際電影節（1994年） - 「唐吉訶德獎」：朴鐘元 - 第12屆夏威夷國際電影節（1992年） - 「最佳劇情片獎」 |

## 外部連結
- 互联网电影数据库（IMDb）上《我們扭曲的英雄》的资料（英文）
- 豆瓣电影上《我們扭曲的英雄》的資料 （简体中文）